# Secure Shell
Secure SHell (abreujat SSH) és un protocol de xarxa criptogràfica i un paquet de programes per accedir a màquines remotes de manera segura a través xarxes insegures. Permet gestionar l'ordinador distant. Gairebé tots els sistemes operatius inclouen clients del protocol basats en la implementació OpenSSH com ara Linux, macOS i Windows 10. Un dels usos més comuns de la comunicació per SSH des de Windows és PuTTY.
Conté sis programes:
- ssh: per accedir a màquines remotes i executar-hi programes.
- scp: per copiar fitxers entre màquines remotes.
- ssh-keygen: per generar claus d’autenticació.
- ssh-copy-id: per copiar claus entre màquines.
- ssh-agent: per gestionar l’autenticació amb clau.
- ssh-add: per afegir claus a l’agent d’autenticació.

SSH treballa de forma similar al telnet. La diferència principal és que SSH fa servir tècniques de xifrat que transmet la informació per la xarxa de manera il·legible. Cap persona pot descobrir l'usuari i la contrasenya de la connexió ni el que s'escriu durant la sessió. Tot i que és possible atacar aquest tipus de sistema mitjançant un atac de replay i manipular d'aquesta manera la informació entre destinacions.

## Història
Al començament només hi havia els r-commands, que eren basats en el programa rlogin, que funciona d'una forma similar al telnet. El finès Tatu Ylönen va crear laprimera versió del protocol i el programa que eren lliures, però la seva llicència va canviar i es va crear la companyia SSH Communications Security, que l'oferia gratuïtament per l'ús domèstic i acadèmic, però el feia de pagament per a ús comercial. El 1997, dos anys després de la primera versió es va proposar com a esborrany a l'Internet Engineering Task Force (IETF). A principi de 1999 es va començar una nova versió que com a OpenSSH es va implementar la d'OpenBSD.